# Chengiopanax
Chengiopanax är ett släkte av araliaväxter. Chengiopanax ingår i familjen Araliaceae.
Kladogram enligt Catalogue of Life:
| Chengiopanax | \| \| Chengiopanax fargesii \| \| \| \| \| \| Chengiopanax sciadophylloides \| \| \| \| |
|              | \| \| Chengiopanax fargesii \| \| \| \| \| \| Chengiopanax sciadophylloides \| \| \| \| |
|              | Chengiopanax fargesii                                                                   |
|              |                                                                                         |
|              | Chengiopanax sciadophylloides                                                           |
|              |                                                                                         |

## Bildgalleri

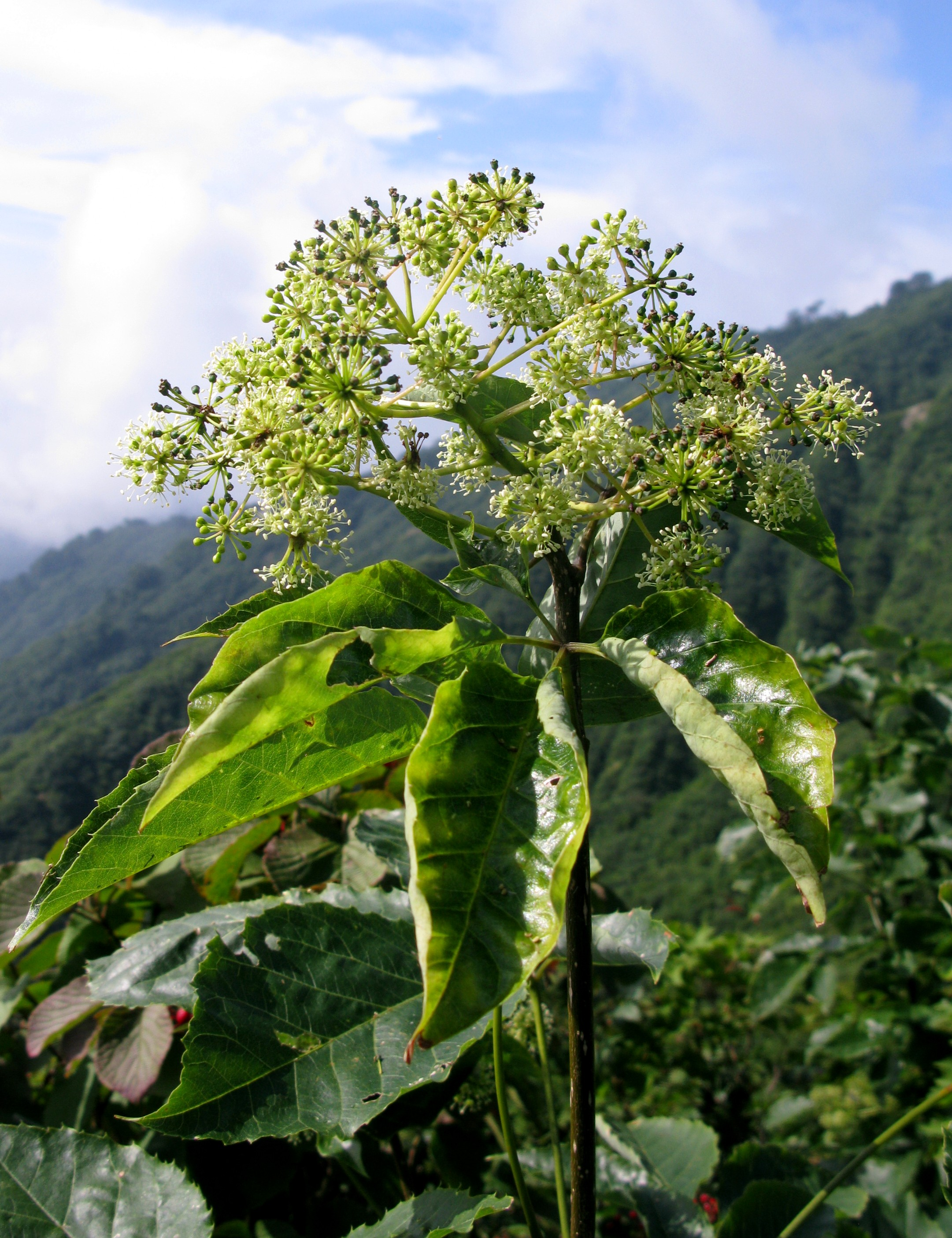
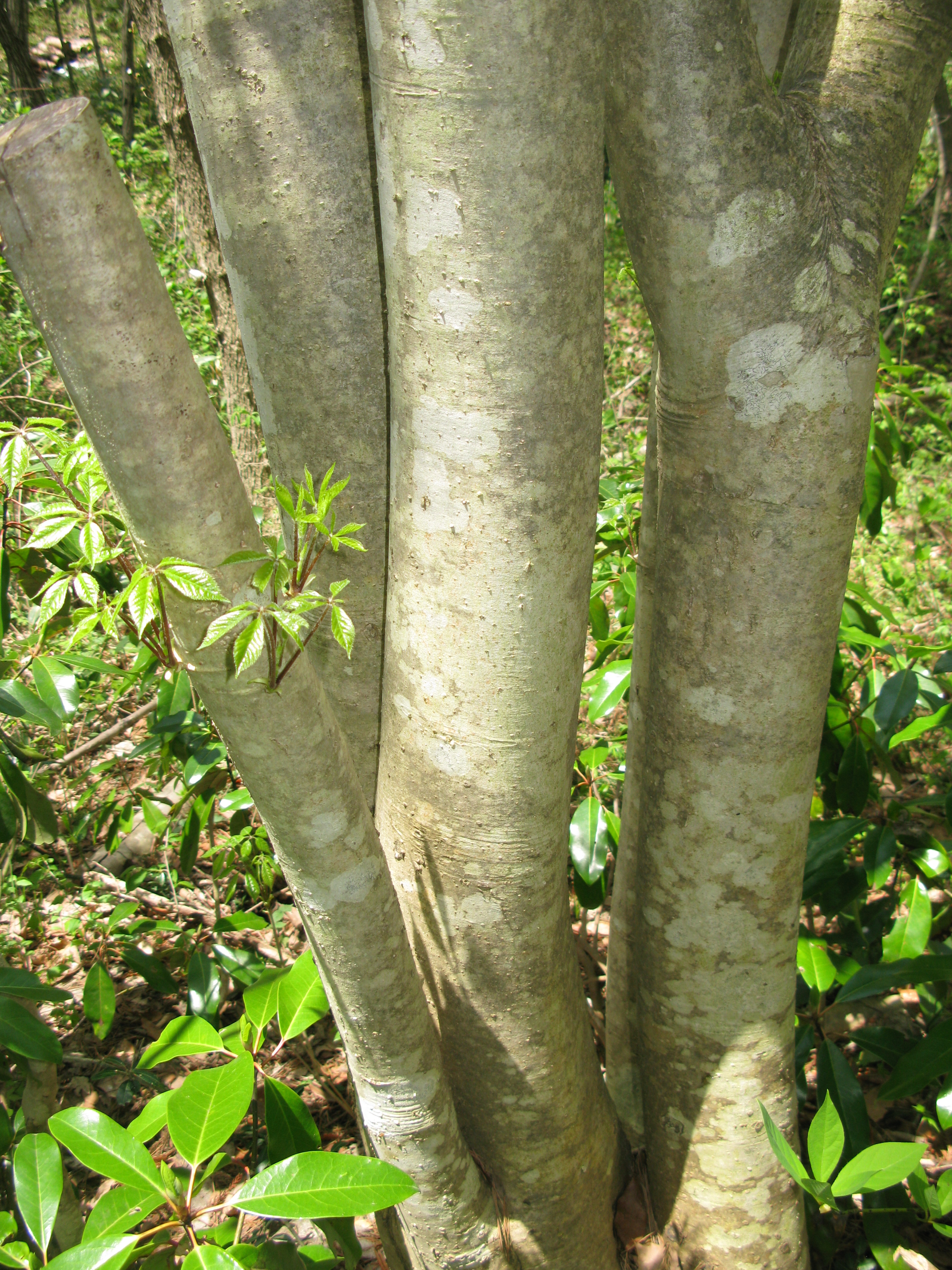
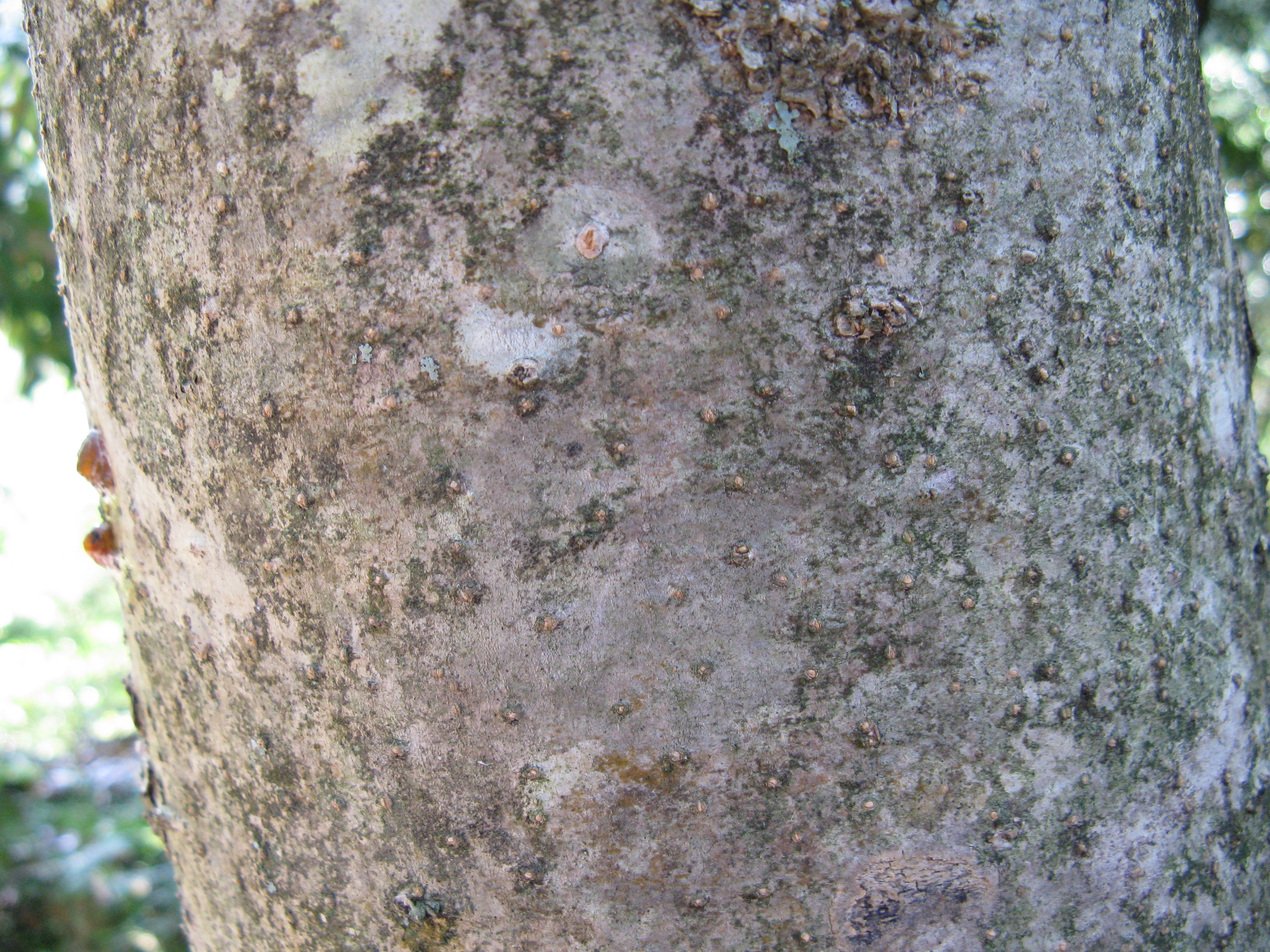
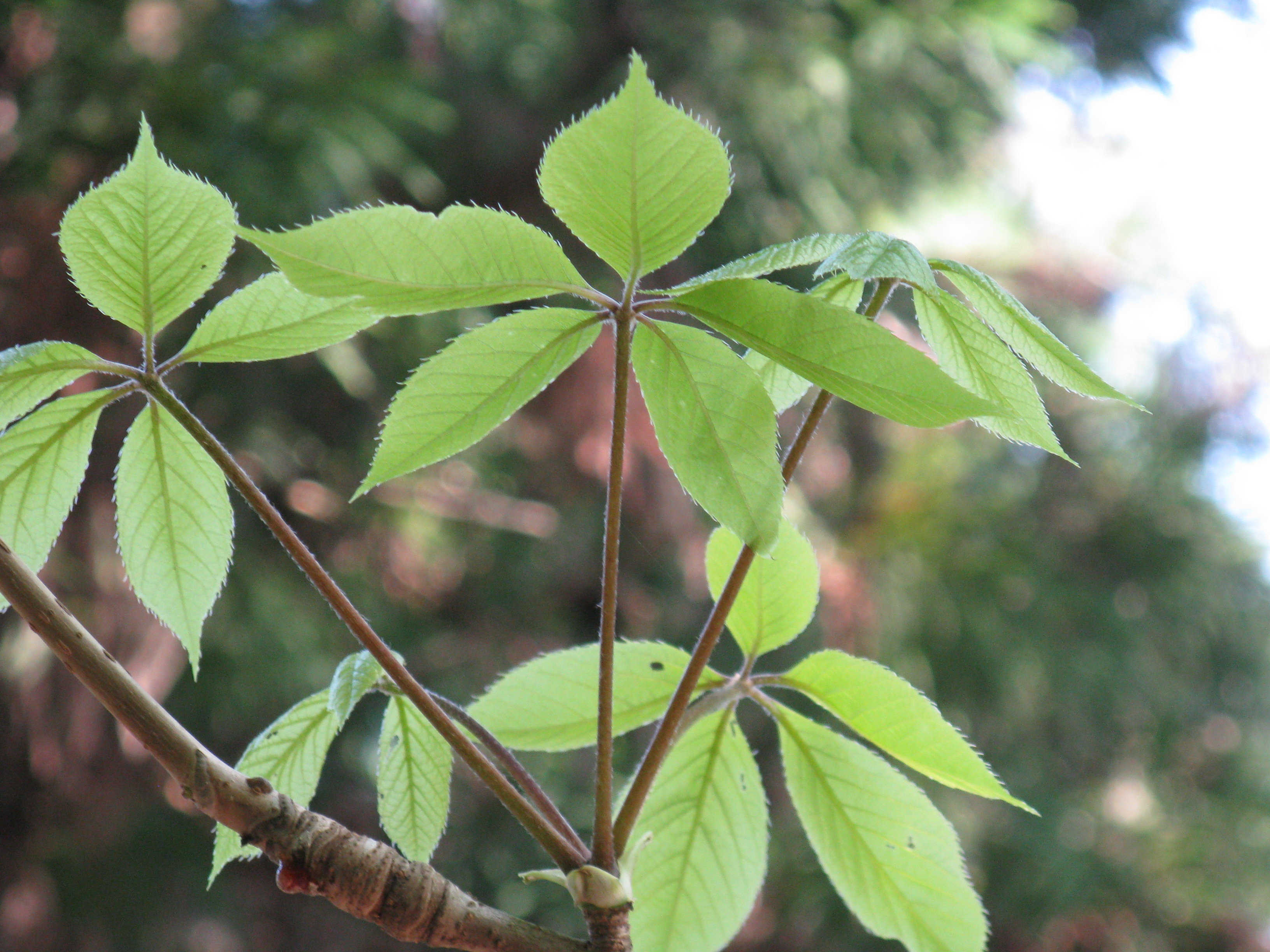
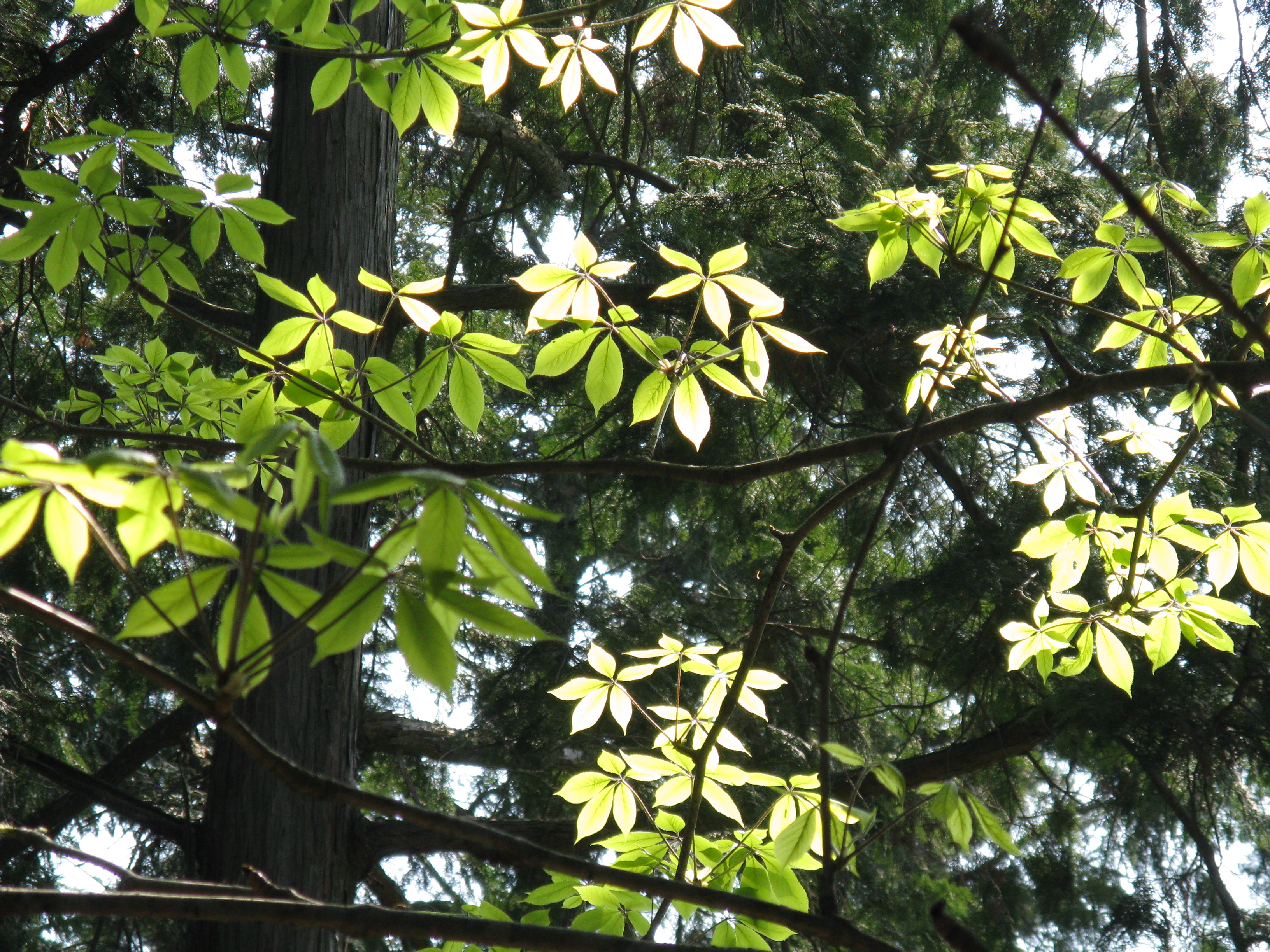